# Tusculum

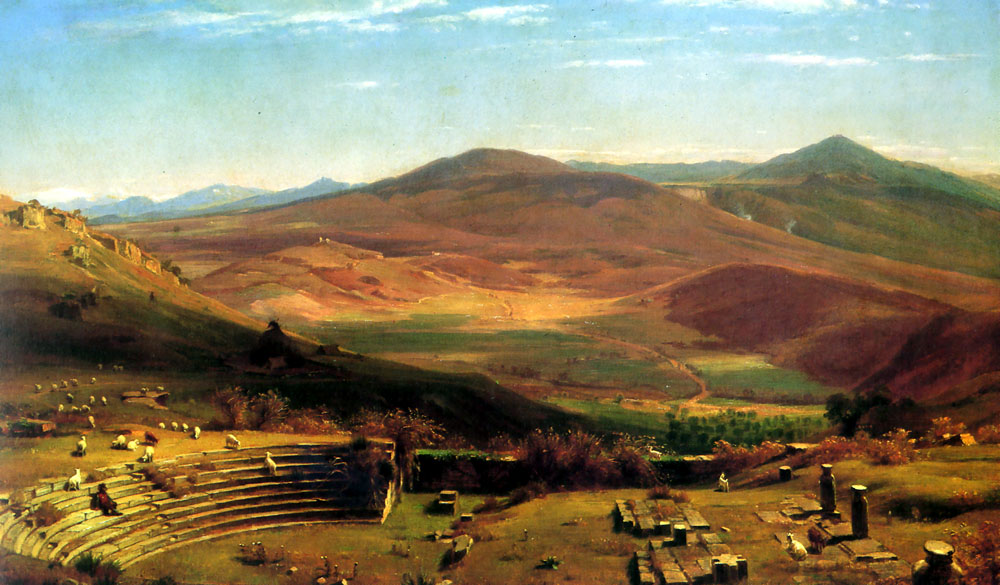
Teatrul din Tusculum așezat înaintea dealurilor Alban (de Thomas Worthington Whittredge, 1860)

Tusculum a fost un oraș în Antichitate și în Evul Mediu, în regiunea Lazio la sud-est de Roma, pe Dealurile Alban, fondat de ladini și care în secolul al VI-lea î.Hr. era condus de etrusci. În Tusculum și în jurul lui, cetățenii romani bogați (între care chiar Cicero) și-au construit vile. Săpăturile arheologice au scos la iveală orașul antic aflat pe Monte Tuscolo lângă localitatea Frascati, în districtul Grottaferrata.

## Tusculum în Antichitate

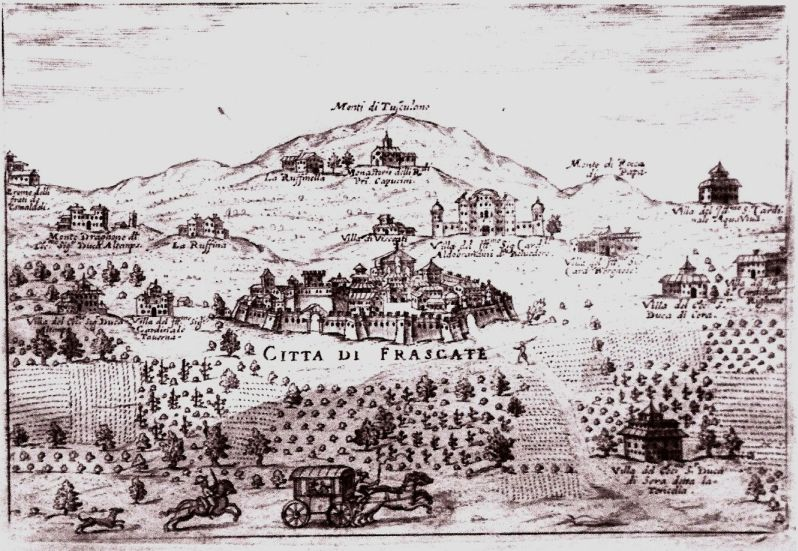
Monte Tusculum cu Villa Aldobrandini (c. 1600)

Numele Tusculum derivă probabil din numele latin al etruscilor (în latină Etrusci, Tusci). După ce în jurul anului 496 î.Hr. orașul Tarquinia (condus tot de etrusci) a fost înfrânt, Tusculum s-a supus romanilor fiind primul oraș care a primit (în 381 î.Hr.) drepturi cetățenești romane ca municipium sine suffragio, deci fără a fi atribuit unui tribus astfel neavând drept de vot și de alegere în comunitatea romană. În Războiul latin (340–338 î.Hr.) Tusculum a luptat împotriva Romei, însă după ce a fost înfrânt a primit totuși drepturi cetățenești depline. La 15 ani după încheierea Războiului Latin, tribunul poporului M. Flavius (d. 323 î.Hr.) a înaintat adunării populare un proiect de lege care prevedea ca toți bărbații din orașul Tusculum să fie executați, iar femeile și copiii vânduți ca sclavi însă, din fericire, votul exprimat a fost împotriva lui. În ciuda regulilor dreptului civil, tusculanii, ca „ cetățeni noi”, au beneficiat de bunăvoința „cetățenilor vechi”. Cei din urmă se bucurau de dreptul de a participa la viața politică pe care primii l-au primit după câteva decenii.
Încă de la sfârșitul Republicii Romane în vecinătatea orașului Tusculum s-au aflat vilele în care au locuit nobili romani ca, de exemplu, Lucullus, Caesar, Quintus Hortensius Hortalus, Cato cel Tânăr, Gaius Marius și faimosul Cicero care a scris Tusculanae disputationes („Dezbateri tusculane).

## Comitatul Tusculum în Evul Mediu
Între secolul al X-lea și secolul al XII-lea a existat Comitatul Tusculum cu reședința la Tusculum, era condus de o familie care provenea dintre patricienii romani și ai cărei membri au fost numiți Tusculani după numele reședinței lor.
După lungi lupte duse cu Crescenții în secolul al XI-lea, Tusculanii și-au impus puterea în Roma, trei membrii ai familiei devenind papi între 1012 și 1045: Benedict al VIII-lea, Ioan al XIX-lea și Benedict al IX-lea.
În 1167 a avut loc Bătălia de la Tusculum în care arhiepiscopul de Mainz Christian I de Buch și arhiepiscopul de Köln Rainald de Dassel au învins trupele Romei.
După ce în 1191 papa Celestin al III-lea și împăratul Henric al VI-lea au încheiat pace, orașul Tusculum a fost distrus de romani. Ruinele sale (amfiteatru, teatru, cetatea) se află în nord-estul localității Frascati fondată de locuitorii expulzați din Tusculum.

## Conți de Tusculum
- Teofilact I, (d. 915/924), conte de Tusculum;
- Johannes Crescentius, șambelan papal, conte de Tusculum ca soț al Teodorei a II-a de Tusculum;
- Grigore I (n.c. 935 – d. înainte de 2 iunie 1013), conte de Tusculum;
- Teofilact al II-lea (n.c. 980 – d. 9 aprilie 1024), al cărui fiu, conte până în 1012, a devenit papă sub numele Benedict al VIII-lea (1012–1024);
- Romanus ( d. 6 noiembrie 1032), fratele căruia a fost papă sub numele Ioan al XIX-lea (1024–1032);
- Alberic al III-lea (n.c. 975 – d. 1032/1044), succedat de fratele său;
- Grigore al II-lea (n.c. 1000 – d. 1054), succedat de fiul său;
- Ioan, succedat de fiul său;
- Teofilact al III-lea (d. 1055), fratele contelui Grigore al II-lea, papă sub numele Benedict al IX-lea (1032–1048);
- Guido, fratele lui Teofilact al III-lea;
- Ioan (d. după 1073), fiul lui Guido, Episcop de Velletri și antipapă sub numele Benedict al X-lea (1058–1059);
- Petru I (n.c. 1000), fratele lui Guido;
- Octavian, fratele lui Petru I;
- Tolomeo I (d. 1126), conte de Tusculum;
- Tolomeo al II-lea (d. 1153), fiul lui Tolomeo I, căsătorit în 1117 cu Berta, o fiică nelegitimă a împăratului Henric al V-lea (din Dinastia Saliană);
- Gionata, fiul lui Tolomeo al II-lea.

## Personalități născute în Tusculum
- Marcus Porcius Cato Censorius (n. 234 î.Hr. – d. 149 î.Hr.), numit Cato cel Bătrân, general roman, istoric, scriitor și om de stat;[2]
- Petru de Tusculum (d. 1049), cardinal episcop de Silva Candida, nepotul papilor Benedict al VIII-lea și Ioan al XIX-lea.